# Raymond-Charles-Emile Desre
Raymond-Charles-Emile Desre, francoski general, * 1888, † 1976.